# Oval
En oval (af latin: ovum = 'æg') er en aflang rundet kurve. Betegnelsen bruges som adjektiv om konvekst rundede genstande, portbuer, rum og pladser med en aflang rundet form. I modsætning til en ellipse, der er en ganske bestemt defineret geometrisk figur, kan en oval kurve dannes på mange forskellige måder, f.eks. ved sammenstykning af cirkelslag, der jævnt glider over i hinanden. Arkitekturhistorisk var den ovale form specielt yndet i baroktiden.
Den store plads foran Peterskirken omgivet af kolonnader, som er formgivet af barok-arkitekten Bernini er godt eksempel på en oval form brugt i forbindelse med arkitektur og byplanlægning.
I USA's præsidentbolig, Det Hvide Hus, findes et ovalt kontor, kendt som The oval Office, der er det officielle kontor for USA's præsident.